# 고토 유코
고토 유코(일본어: 後藤 邑子 ごとうゆうこ 고토 유코[*], 1975년 8월 28일 ~ )는 일본의 성우이다. 1999년 "잘나가는 두사람"으로 데뷔했다.

## 출연작

### TV 애니메이션
1999년
- 잘나가는 두사람 (사쿠라이 카네토)

2003년
- 나루에의 세계 (카시와자키 유키)
- 머메이드 멜로디 피치피치핏치 (제니퍼 휴스턴)

2004년
- 투하트 Remember My Memories (아이하라 미즈호)

2005년
- 라무네 (코노에 나나미)
- SHUFFLE! (후요우 카에데, 마사토)
- 신비한 별의 쌍둥이 공주 (레인)

2006년
- 러브돌 ~Lovely Idol~ (네코야 미우)
- 소녀는 언니를 사랑하고 있다 (타카시마 이치코)
- 스즈미야 하루히의 우울 (애니메이션) (아사히나 미쿠루)
- 신비한 별의 쌍둥이 공주 Gyu! (레인)
- 제비뽑기 언밸런스 (야마다 카오루코)

2007년
- 러키☆스타 (애니메이션) (본인역할)
- SHUFFE! Memories (후요우 카에데)
- 도화월탄 (쿠로누마 토우코)
- 히다마리 스케치 (히로)
- 나이트 위저드 (벨 제파)
- 안녕 절망선생 (코부시 아비루)
- 하야테처럼 (마왕)

2008년
- 속 안녕 절망선생 (코부시 아비루, 이토시키 린(6화))
- 광란가족일기 (히라츠카 라이쵸, 사신 2번)
- 달려라! 도라라 (잔디)
- 네가 주인이고 집사가 나 (쿠온지 미유)
- 코드기어스 반역의 를르슈 R2 (아냐 아르스트레임)
- 히다마리 스케치 x365 (히로)
- S.A 스페셜 에이 (하나조노 히카리)

2009년
- 퀸즈 블레이드 유랑의 전사 (메나스)
- Tears to Tiara (리안논)
- 참 안녕 절망선생 (코부시 아비루)
- 캠퍼 (부반장)
- 스즈미야 하루히의 우울 2기 (아사히나 미쿠루)

2010년
- 히다마리 스케치 x ☆☆☆ (히로)
- 아라카와 언더 더 브릿지 (잭클린)
- 아라카와 언더 더 브릿지 2기 (잭클린)

2011년
- 마법소녀 마도카 마기카 (카나메 쥰코)
- 우리들에게 날개는 없다 (오오토리 나루)
- 진지하게 날 사랑해! (마유즈미 유키에)
- 롯테의 장난감! (에리카 드라쿨 드레이프닐스)
- SKET DANCE (루이지애나)

2012년
2015년
- 나가토 유키의 소실 (아사히나 미쿠루)

### OVA
2001년
- 훌리건(아모 유카)
- 엔젤 블레이드(카렌 (나중))

2003년
- 미즈이로(하야사카 히요리)

2004년
- 제비뽑기 언밸런스 OVA(야마다 카오루코)

2011년
- 베이비 프린세스(하루카)

### 게임
2001년
- 미즈이로 PC판 (하야사카 히요리) : 토노 란 (籐野らん) 명의
- 훌리건 PC판 (아모 유카) : 미타 키쿠코(三田菊子) 명의
- 프리즘 하트 DC판 (메이플 리츠)

2002년
- 미즈이로 DC·PS2판 (하야사카 히요리)
- 록맨 제로 (네쥬)
- 그것은 흩날리는 벚꽃처럼 (유키무라 코마치, 사에키 카즈토) : 쿠죠 시노(九条信乃) 명의
- 훌리건 ~네 속의 용기~ PS2판 (아모 유카)
- BALDR FORCE PC판 (리얀) : (桜木 あおい) 명의

2003년
- 세퍼레이트 블루 (이시바시 츠바메) : 토노 란 (籐野らん) 명의
- 스위트 레거시 (사토 마모루) : 토노 란 (籐野らん) 명의
- 3LDK (세노 요모기) : 야나이 루카(柳井流海) 명의
- 스쿨미즈 ~페치☆가 될거야!~ (이와사키 코나 레이카) : 市井佐絵 명의
- 캐슬 판타지아 엘렌시아 전기 리뉴얼 (레비앙 폴무스) : 타치바나 마이 (立花舞) 명의

2004년
- 시즈쿠 (아이하라 미즈호) : 타치바나 마이 (立花舞) 명의
- SHUFFLE! (후요우 카에데) : 토노 란 (籐野らん) 명의
- Like Life PC판 (사와키 츠바키) : 쿠죠 시노(九条信乃) 명의
- 셔머너 셔머너 ~달과 마음과 태양의 마법~ (에파) : 토노 란 (籐野らん) 명의
- Dear My Friend (키타가와 미야코) : 쿠죠 시노(九条信乃) 명의
- 라무네 PC판 (코노에 나나미) : 토노 란 (籐野らん) 명의
- 베르세르크 천년제국의 매편 성마전기의 장 (파르네제)
- 두근두근 파쿳챠오! (하야카와 미유키, 카이토 제로) : 타치바나 마이 (立花舞) 명의
- BALDR FORCE EXE DC판 (리얀) : 사쿠라기 아오이 (桜木あおい) 명의
- 수월 ~미심~ (코사카 아리스)
- Riviera ~약속의 땅 리비에라~ GBA판 (시엘라)
- 어디로 가는가 그날 (아소 토리) : 쿠죠 시노(九条信乃) 명의

2005년
- 춘애*소녀 ~소녀의 정원에서 인사드립니다.~ (세리자와 유이카) : 토노 란 (籐野らん) 명의
- 로맨싱 사가 민스트럴 송 (밀리엄, 모니카)
- 록맨 제로4 (네쥬)
- Like Life an hour PS2판 (사와키 츠바키)
- Milky way3 (그 외) : 쿠죠 시노(九条信乃) 명의
- Tears to Tiara (리안논) : 토노 란 (籐野 らん) 명의
- Scarlett PC판 (비츠도 이즈미시즈카 스칼렛) : 토노 란 (籐野らん) 명의
- 요인 (토냐) : 토노 란 (籐野らん) 명의
- 라무네 ~유리병에 비치는 바다~ PS2판 (코노에 나나미)
- 사춘기 (카미키 스즈메) : 타치바나 마이 (立花舞) 명의
- SHUFFLE! on the Stage (후요우 카에데)
- 차륜의 나라, 해바라기의 소녀 (히구치 리리코) : 토노 란 (籐野らん) 명의
- 히메쇼! (포치) : 타치바나 마이 (立花舞) 명의

2006년
- AR ~잊혀진 여름~ (나카하네 히지리) : 타치바나 마이 (立花舞) 명의
- 푸른 하늘이 보이는 언덕 (스와 노노카) : 쿠죠 시노(九条信乃) 명의
- PRINCESS WALTZ (시키카구라 스즈시로) : 야나이 루카(柳井流海) 명의
- 위원장은 승인한다! ~It Is a Next CHOice~ (나기 쿠즈와) : 쿠죠 시노(九条信乃) 명의
- Dear Pianissimo (나기)
- Riviera ~약속의 땅 리비에라~ PSP판 (시엘라)
- Really? Really! (후요우 카에데, 마사토) : 토노 란 (籐野らん) 명의
- 서몬 나이트4 (폼니트)

2007년
- 퀴즈 매직 아카데미4 (리엘)
- 차륜의 나라, 유구의 소년 소녀 (히구치 리리코) : 토노 란 (籐野らん) 명의
- 네가 주인이고 집사가 나 (쿠온지 미유) : 쿠죠 시노(九条信乃) 명의
- [[Honey Coming] (오가타 미나츠) : 쿠죠 시노(九条信乃) 명의
- Bullet Butlers (발레리아 포스터) : 쿠죠 시노(九条信乃) 명의
- 레슬 엔젤스 서바이버2 (AGEHA、윗치 미사)
- 네~PON?X라이PON! (시트라스) : 토노 란 (籐野らん) 명의
- 해피☆마가렛! (사쿠라 마오) : 타치바나 마이 (立花舞) 명의
- 모두의 GOLF 포터블2 (미즈호)
- 스즈미야 하루히의 약속 (아사히나 미쿠루)

2008년
- 스즈미야 하루히의 당황 (아사히나 미쿠루)
- 나이트 위저드 The VIDEO GAME ~Denial of the World~ (벨 제파)
- 니가 주인이고 집사가 나~시중들기 일기~ (쿠온지 미유)
- 마나케미아2 ~떨어진 학원과 연금술사들~ (클로에 할토크)
- 우리들에게 날개는 없다 ~Prelude~ (오오토리 나루, 시트라스, 마사토) : 토노 란 (籐野らん) 명의
- Scarlett ~일상의 경계선~ (벳토 이즈미 시즈카 스칼렛)
- 진연희무쌍 ~소녀요란☆삼국지 연의~ (방통) : 쿠죠 시노(九条信乃) 명의
- 리아리아DS (후요우 카에데)

2009년
- 스즈미야 하루히의 직렬 (아사히나 미쿠루)
- 스즈미야 하루히의 병렬 (아사히나 미쿠루)
- Dream C Club (리호)
- 진지하게 날 사랑해! (마유즈미 유키에) : 쿠죠 시노(九条信乃) 명의
- SHUFFLE! Essence+ (후요우 카에데) : 토노 란 (籐野らん) 명의
- 우리들에게 날개는 없다 (오오토리 나루, 마사토) : 토노 란 (籐野らん) 명의

2010년
- 매리지 로얄 프리즘 스토리 (하마유 에비노)
- 세계정복그녀 (야미노 유메코) : 토노 란 (籐野らん) 명의
- 우리들에게 날개는 없다 ~After Story~ (오오토리 나루) : 토노 란 (籐野らん) 명의

2012년
- 터치, 하자! -Love Application- (아이바 사츠키)

### 라디오
- 고토라디오 - 인터넷 라디오. (2003년 10월 - 12월)
- 네부라 - 인터넷 라디오, 오기하라 히데키와 공동진행. (2005년 - )
- 스즈미야 하루히의 우울 SOS단 라디오 지부 - 히라노 아야, 치하라 미노리와 공동진행. (2006년 2월 3일 - 12월 29일)
- 오토보쿠 세이오 여학교 방송부 - 인터넷 라디오, 마츠키 미유와 공동진행. (2006년 10월 - 2007년 6월)
- 라디오 아니멜로믹스 - 신타니 료코와 공동진행. (2007년)
- 바닷바람 방송국 ~미나토 라디오!~ - 인터넷 라디오, 미나모리 시즈카와 공동진행. (2007년 - 2008년)
- 바닷바람 방송국 ~미나토 라디오! 네가 주인이고 내가 집사 편~ - 인터넷 라디오, 이토 시즈카와 공동진행. (2008년 2월 1일 - )
- 티어즈 투 티아라 웹라디오 - 니코니코 동화, 이시이 마코토와 공동진행. (2008년 11월 29일 - 2009년 3월 28일)
- 진·티어즈 투 티아라 라디오 - 인터넷 라디오, 이시이 마코토와 공동진행. (2009년 4월 13일 - )
- 라디오 퀸즈 블레이드 늪지 마녀의 부하들 - 인터넷 라디오, 쿠기미야 리에와 공동진행. (2009년 3월 20일 - )
- 고토 유코의 초라지! (2009년 4월 8일 - )